# Hermandad de los Judíos (Jerez)
La Venerable y Real Hermandad Sacramental y Archicofradía del Silencio de Nuestro Padre y Señor de las Penas, María Santísima del Desconsuelo, San Juan Evangelista y San Blas, conocida popularmente como Los Judíos de San Mateo, es una cofradía católica que realiza una procesión el Martes Santo en Jerez de la Frontera, Andalucía, España.

## Historia
La primitiva Hermandad se fundó en 1712 por varios jerezanos, y siempre bajo la protección del fraile mercedario Luis Guerrero, por cuya influencia se constituyeron como Asociación.
Al poco tiempo de su fundación se presentan los Estatutos por los que se regiría, al inquisidor y canónigo de la Santa y Patriarcal Iglesia de Sevilla, provisor y vicario general del Arzobispado, Juan de Monroy, al poco tiempo de su presentación les fueron aprobados dichos Estatutos, el 17 de marzo de 1713. Por entonces sus hermanos acompañaban la procesión del Corpus con una imagen de San Blas Sebaste el cual es su patrono (que actualmente procesiona en febrero). Pocos años después ya salían en la madrugada del Viernes Santo a las cinco de la mañana, para no coincidir con la procesión de Jesús Nazareno, que salía entonces de San Francisco.
Sus hermanos fueron clasificados en categorías, de Luz y de Sangre, prohibiéndose a estos últimos el llevar el pecho descubierto, como en otras Asociaciones del mismo tiempo.
La cofradía tiene mucha vinculación con el barrio de San Mateo, es una de las grandes señas de identidad de sus vecinos.
La hermandad fue refundada en 1895 a partir de la antigua cofradía del Silencio

## Túnica
Antifaz de color rojo, con túnica y capa de color negro; las vueltas interiores de la capa, el fajin y la botonadura del mismo color que el antifaz. Sobre el hombro izquierdo el escudo de la corporación.

## Escudo
Entre aspas el Ángel tetramorfo de San Mateo sujeta una Custodia. Todo ello sobre una nube y una corona de espinas con los clavos dentro, signos de la Pasión de Jesús.

## Pasos
El paso de misterio muestra a Jesús orante, sobre una roca del Monte Calvario, esperando la crucifixión. Mientras los soldados romanos se juegan su túnica y dos sayones ultiman los preparativos para clavar a Jesús en la cruz.

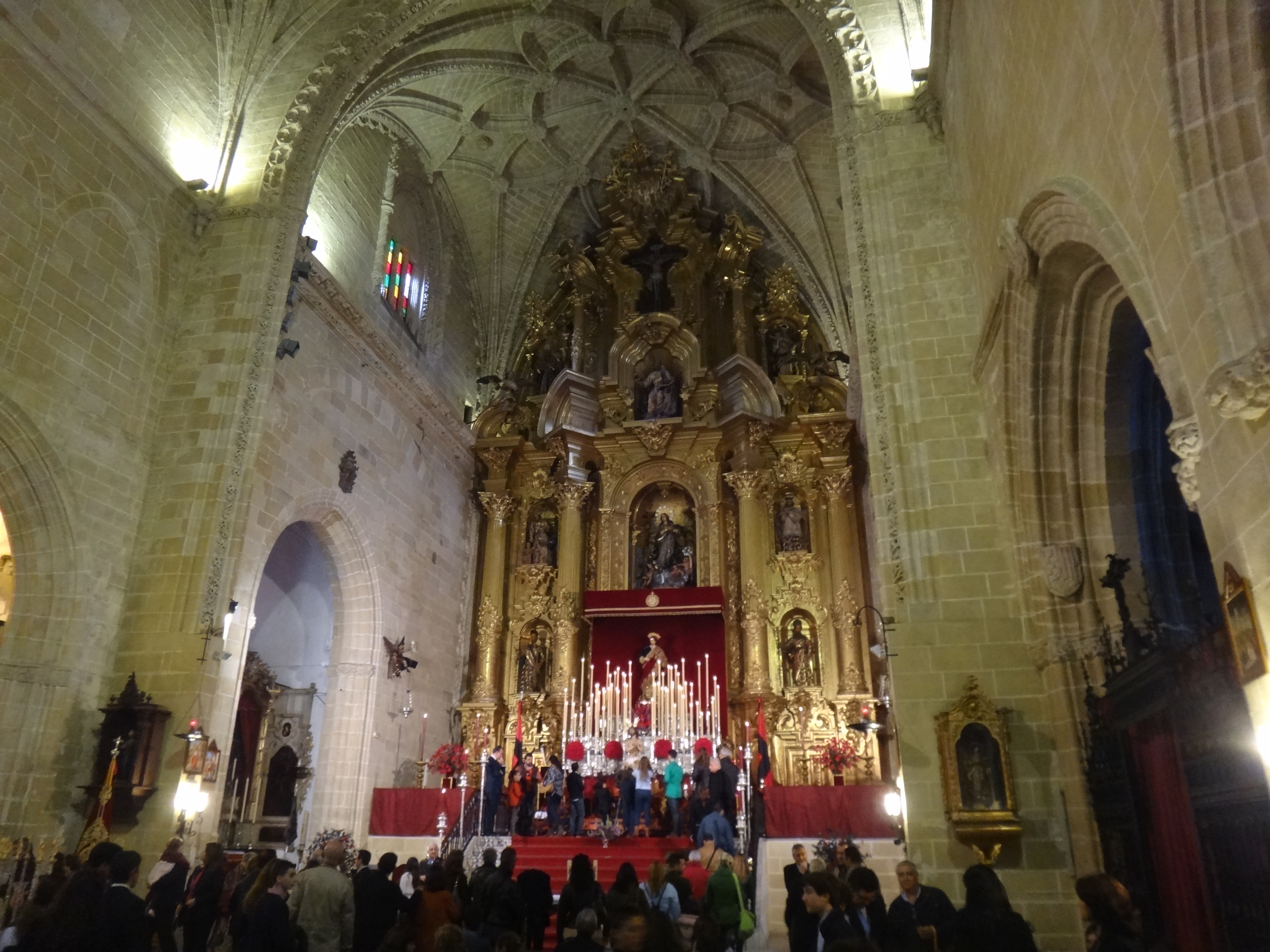
Besapiés

El segundo de los pasos es un magnífico paso de palio, en el cual van María Santísima del Desconsuelo, acompañada de San Juan, el cual la consuela.

## Marchas procesionales dedicadas
Agrupación musical
- Nuestro Padre y Señor de las Penas, de Domingo Díaz.
- Penas de San Mateo, Manuel Herrera Raya.
- Penas en tu Desconsuelo, de Francisco Nogales en 2008.
- San Mateo Llora tus Penas, de José María Sánchez Martín en 2009.
- Penas de un Gitano, Daniel Rodríguez Ramírez y Víctor Ramírez Pérez en 2009.
- Judíos, Daniel Rodríguez Ramírez en 2010.
- En tus Penas, Alejandro Moreno en 2010.
- Recuerdos, Jesús Piñero en 2014.

Banda de música

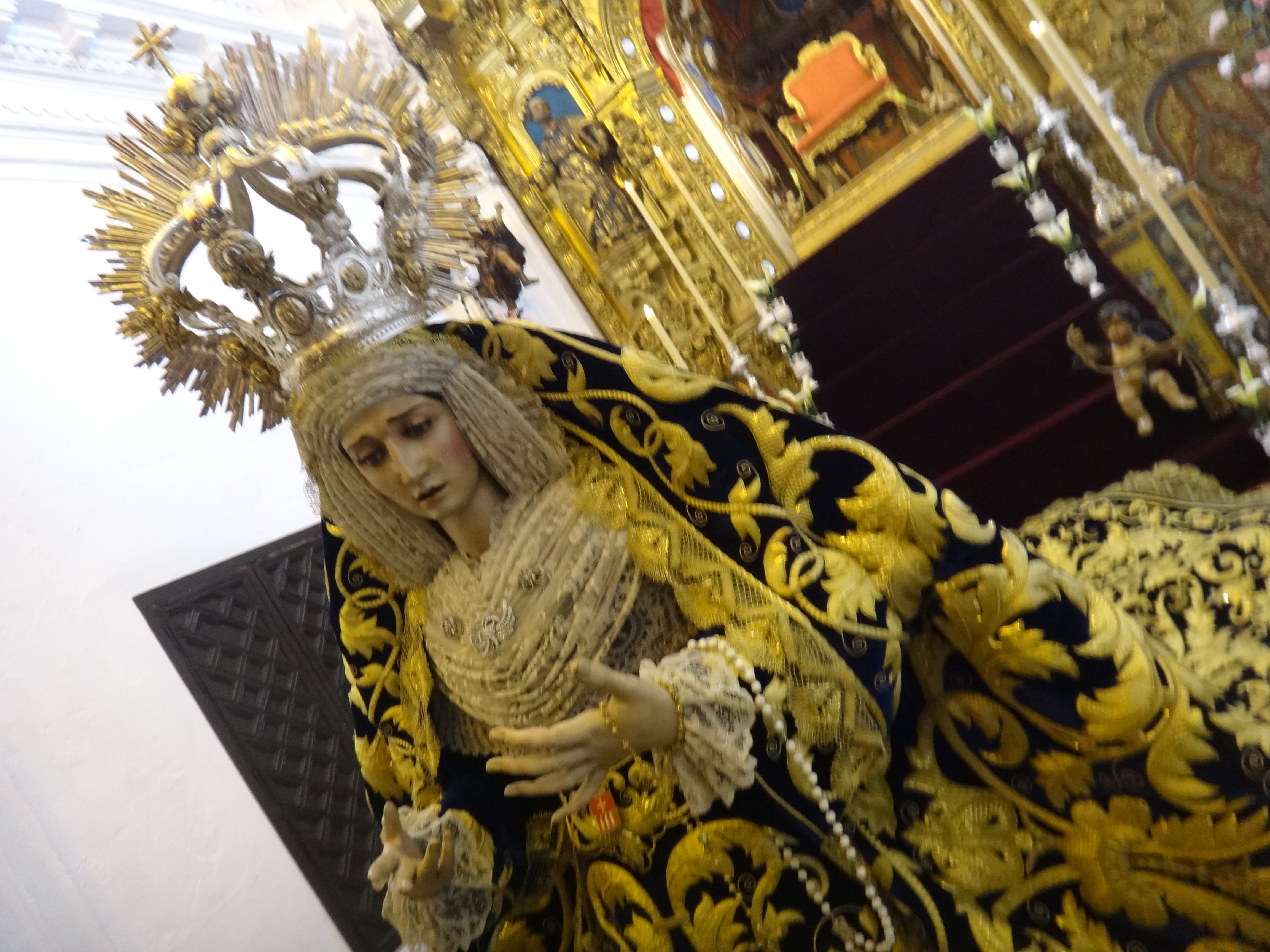
Nuestra Señora del Desconsuelo

- Mater Desolata, de Germán Álvarez Beigbeder.
- A Nuestra Señora del Desconsuelo de Francisco Orellana Gómez.
- Reina en San Mateo de Domingo Díaz Rodríguez.
- La Virgen de San Mateo de Pedro Gálvez.

## Sede
Su sede canónica se encuentra en la Iglesia de San Mateo, en el barrio homónimo del casco histórico de Jerez.

## Reconocimientos
La "Campana de plata" es el reconocimiento de la hermandad a sus colaboradores más destacados

## Paso por carrera oficial
| Predecesor: Cristo del Amor | Orden de entrada en Carrera Oficial (Martes Santo) 5.º lugar | Sucesor: Soberano Poder (Miércoles Santo) |